# Townsville
Townsville is een stad in Queensland, Australië, gelegen aan de noordoostelijk kust. De agglomeratie Townsville heeft ongeveer 165.500 inwoners. Daarmee is Townsville Australië's grootste stad boven de Steenbokskeerkring. Townsville ligt ter hoogte van het Groot Barrièrerif in de droge tropen.
Townsville ligt ongeveer 1.300 km ten noorden van Brisbane en 350 kilometer ten zuiden van Cairns. Attracties in Townsville zijn onder meer 'The Strand', een lang tropisch strand, een groot zee-aquarium met veel flora en fauna uit het Groot Barrièrerif; en het nabijgelegen Magnetic Island dat grotendeels een nationaal park is. De stad is vernoemd naar Robert Towns die opdracht gaf ter plekke een scheepswerf te bouwen.
De industriehaven ligt ten noordwesten van de monding van de Ross-rivier die gedeeltelijk door de stad stroomt. De jachthaven ligt daar weer pal naast. De stad heeft ook een eigen luchthaven.
Toerisme wordt steeds belangrijker in Townsville maar de voornaamste bron van inkomsten vormt de haven van waaruit mineralen uit Mount Isa en Cloncurry worden verscheept, alsook rundvlees, wol, suiker en hout. Daarnaast beschikt de stad ook over een behoorlijke industrie. Zo worden er drie verschillende metalen grootschalig verwerkt: zink, koper en nikkel.

## Geboren in Townsville
- Tony David (1967), darter
- Julian Assange (1971), journalist en activist
- Scott Hend (1973), golfer
- Natalie Cook (1975), beachvolleyballer
- Summer Lochowicz (1978), beachvolleyballer
- Libby Trickett (1985), zwemster
- Jack Miller (1995), motorcoureur
- Lizette Cabrera (1997), tennisster